# Marc Edworthy
Marc Edworthy (ur. 24 grudnia 1972 w Barnstaple) – angielski piłkarz, aktualnie gracz Derby County, prawonożny piłkarz, zwykle grający na prawej obronie, ale okazjonalnie grywa na lewej i środkowej obronie.

## Plymouth Argyle
Profesjonalną karierę zaczynał z Plymouth Argyle w sezonie 1991/92. Grał cztery sezony z Pilgrims.

## Crystal Palace
Do Crystal Palace dołączył, kiedy oni spadli z Premiership dnia 9 czerwca 1995 za 350,000 £. W tym sezonie z "Orłami" awansował do Premier League, tylko po to aby spaść w następnym sezonie.

## Coventry City
22 sierpnia 1998 został kupiony przez zespół Premiership Coventry City za £1,200,000 z "Sky Blues" 
ponownie spadł z Premiership. Został jednak do końca sezonu 2001-2002, kiedy przeszedł do Wolverhampton Wanderers.

## Wolverhampton Wanderers F.C.
Z "Wilkami" rozpoczął pracę 31 sierpnia 2002, aby pomóc Wolverhamptonowi awansować do Premiership lub play-offów, ale później postanowił, że w następnym sezonie przejdzie do Norwich City na zasadzie wolnego transferu.

## Norwich City
W pierwszym sezonie z Norwich City pomógł Kanarkom awansować do Premiership. Ale ponownie zasmakował smaku spadku z Premiership, kiedy Norwich ukończyło sezon na 19. miejscu. Kiedy odchodził latem 2005 do Derby County po skończeniu kontraktu z Norwich City.

## Derby County
Został członkiem składu Derby County, kiedy ono wygrało awans do Premiership po play offach na zakończenie sezonu 2006-2007.